# 深水埗站
深水埗站（英語：Sham Shui Po Station）是一個位於香港九龍深水埗區深水埗長沙灣道近桂林街與北河街地底，屬於港鐵荃灣綫的鐵路車站，於1982年5月17日啟用。

## 站體設計

### 樓層
| G                 | 地面 | 出入口 |   |  |
| L1                | 大堂 | 客務中心、商店、自助服務、「iCentre」免費上網服務、免費Wi-Fi熱點                                                        |   |  |
| L2                | 月台 | \| \| \| 荃灣綫往中環（太子） \| 2 \| \| \| 島式 · 開右邊车门 \| \| \| \| \| \| \| 1 \| 荃灣綫往荃灣（長沙灣） \| \| \| |   |  |
|                   |      | 荃灣綫往中環（太子） | 2 |  |
| 島式 · 開右邊车门 |      | |   |  |
|                   | 1    | 荃灣綫往荃灣（長沙灣）                                                                                                  |   |  |

### 大堂
- 車站大堂（2022年12月）
- 「iCentre」免費上網服務（2022年12月）

目前深水埗站大堂內設有不同類型的商店、自助服務設施、「iCentre」免費上網服務設施以及「會員服務站」等。

大堂全景圖（2016年3月）

### 月台
深水埗站設有一座島式月台，而兩個月台均已裝設月台幕門。
- 1、2號月台（2022年5月）

### 出入口
|                                     |                | |      |
| 編號                                | 指示           | 建議前往的目的地 | 圖片 |
| 出口 · A · 1 · 轮椅升降台标志       | 北河街市政大廈 | 長沙灣道、楓樹街遊樂場、長利商業大廈、南昌街、北河街 |      |
| 出口 · A · 2                        | 北河街市政大廈 | 街坊福利會、北河街市政大廈、鴨寮街、國際社會服務社、基隆街、荔枝角道、北河街、通州街、北河街公眾休憩空間、深水埗玉石市場、深水埗公立醫局、通州街公園、三太子北帝廟、汝州街、醫局街、亮賢居 |      |
| 出口 · B · 1 · 升降机标志           | 郵政局         | 長沙灣道、南昌街、北河街、石硤尾街、深水埗地區康健中心、石硤尾健康院、仁愛堂YES培訓學院、仁愛堂專業培訓中心（九龍西） |      |
| 出口 · B · 2                        | 郵政局         | 巴域街、青山道、福華街、福榮街、E酒店、美荷樓生活館、YHA美荷樓青年旅舍、明愛居民互助中心、北河街、郵政局、大埔道、元州街、石硤尾邨、路德會救主學校、路德會石硤尾失明者中心、香港科技專上書院 |      |
| 往北河街                            |                | |      |
| 出口 · C · 1 · 盲道标志             | 西九龍中心     | 長沙灣道、長沙灣政府合署、西九龍中心、桂林街、西九龍中醫中心、怡靖苑、怡閣苑、欽州街、女青年會人才發展中心、漁農自然護理署、尤德爵士紀念基金、運輸署 |      |
| 出口 · C · 2 · 盲道标志             | 西九龍中心     | 鴨寮街、深水埗社區中心、惜食堂、香港輪椅輔助隊維修中心、香港家庭福利會、香港建造學院通洲街訓練場、勵智協進會、香港國際社會服務社深水埗(南)綜合家庭服務中心、桂林街、桂林街公眾休憩空間、荔枝角道、南昌社區中心、南昌邨、愛海頌、深水埗布藝市場、麗安邨、綠在深水埗、深水埗公園／深水埗公園游泳池、深水埗天后廟、汝州街、醫局街、通州街公園、通州街臨時街市、欽州街小販市場、香港能仁專上學院 |      |
| 出口 · D · 1                        | 高登電腦中心   | 長沙灣道、桂林街、福榮街／九江街公眾休憩空間、綠在長沙灣、Home EM 支援服務中心（深水埗）、深の都、欽州街 |      |
| 出口 · D · 2                        | 高登電腦中心   | 福華街、福榮街、福榮街/九江街公眾休憩空間、紅茶館酒店、黃金電腦商場、黃金數碼廣場、高登電腦中心、曉盈、美居中心、新高登電腦廣場、嘉頓公司、薩凡納藝術設計大學（香港）、香港撒瑪利亞防止自殺會、元州街、福仁電腦商場、元州街市政大廈、寶血醫院、海峯、路德會救主學校、瑪利亞書院 |      |
| 註： 設有 \| 設有 \| 設有輪椅升降台 |                | |      |

### 車站藝術
港鐵於2018年3月在月台近東南端位置設置了由薩凡納藝術設計大學14位學生設計的仿制茶餐廳的膠座椅，連同牆身的藝術品，分別命名為《城市的特性》及《深水埗之椅》。

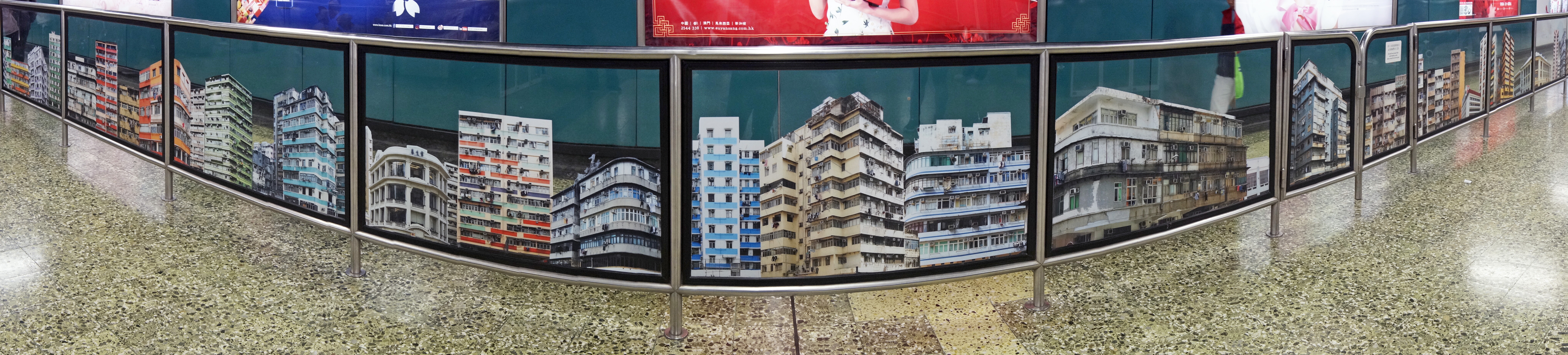
《城市的特性》（壹）（2019年1月）

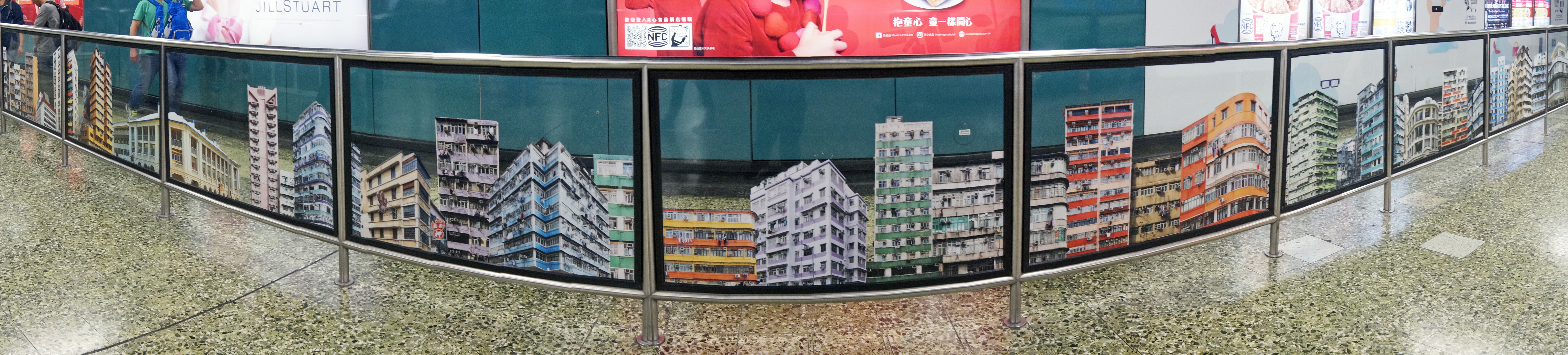
《城市的特性》（貳）（2019年1月）

| 深水埗站藝術品概覽 | 深水埗站藝術品概覽 | 深水埗站藝術品概覽              | 深水埗站藝術品概覽                     | 深水埗站藝術品概覽 |
| 照片               | 藝術品             | 藝術家                          | 位置                                   | 完成日期           |
| ------------------ | ------------------ | ------------------------------- | -------------------------------------- | ------------------ |
|                    | 《城市的特性》     | Nicholas Wang＆Savannah Wilkins | 車站大堂玻璃欄杆及月台                 | 2018年3月          |
|                    | 《深水埗之椅》     | Boroka Kopacz＆Najah Dunham     | 車站大堂近連接地面升降機大堂位置及月台 | 2018年3月          |

### 車站通風井
深水埗站設有兩座通風井，分別設於長沙灣道的雙喜中心後方以及亞洲大廈後方。

## 利用狀況
深水埗站是深水埗區中最繁忙的港鐵站，因位於深水埗市中心，鄰近高登電腦中心、黃金電腦商場、鴨寮街及西九龍中心等該區主要購物地點，所以該站的客流量相當高。

## 歷史
深水埗站於1982年5月17日隨荃灣綫全綫通車而啟用，而車站承建商為西松建設株式會社。

### 加建站外升降機
深水埗站自從啟用以來一直沒有連接地面的升降機，為方便乘客往返車站及地面，港鐵公司於2010年3月開始建造一部連接大堂及長沙灣道與北河街交界地面的升降機。升降機已於2012年5月16日投入服務，成為「用心聽‧用心做」計劃下第二部落成啟用的升降機。

### 更換升降機
連接大堂及月台升降機於2017年5月12日至2018年1月期間暫停使用，以更換為較新型號。

### 加設車站藝術品
2017年，港鐵公司與14名來自薩凡納藝術設計大學（SCAD）香港分校的室內設計學生團隊，為車站月台和大堂設計藝術項目。最後《城市身份》及《深水埗的椅子》被獲選作為最終設計，作品於2018年春季完工。

### 反修例示威者破壞
- 2019年10月1日，有反修例示威者向深水埗站已關閉的C1出口投擲燃燒物，並以硬物擊毀出入口告示牌[11][12]。

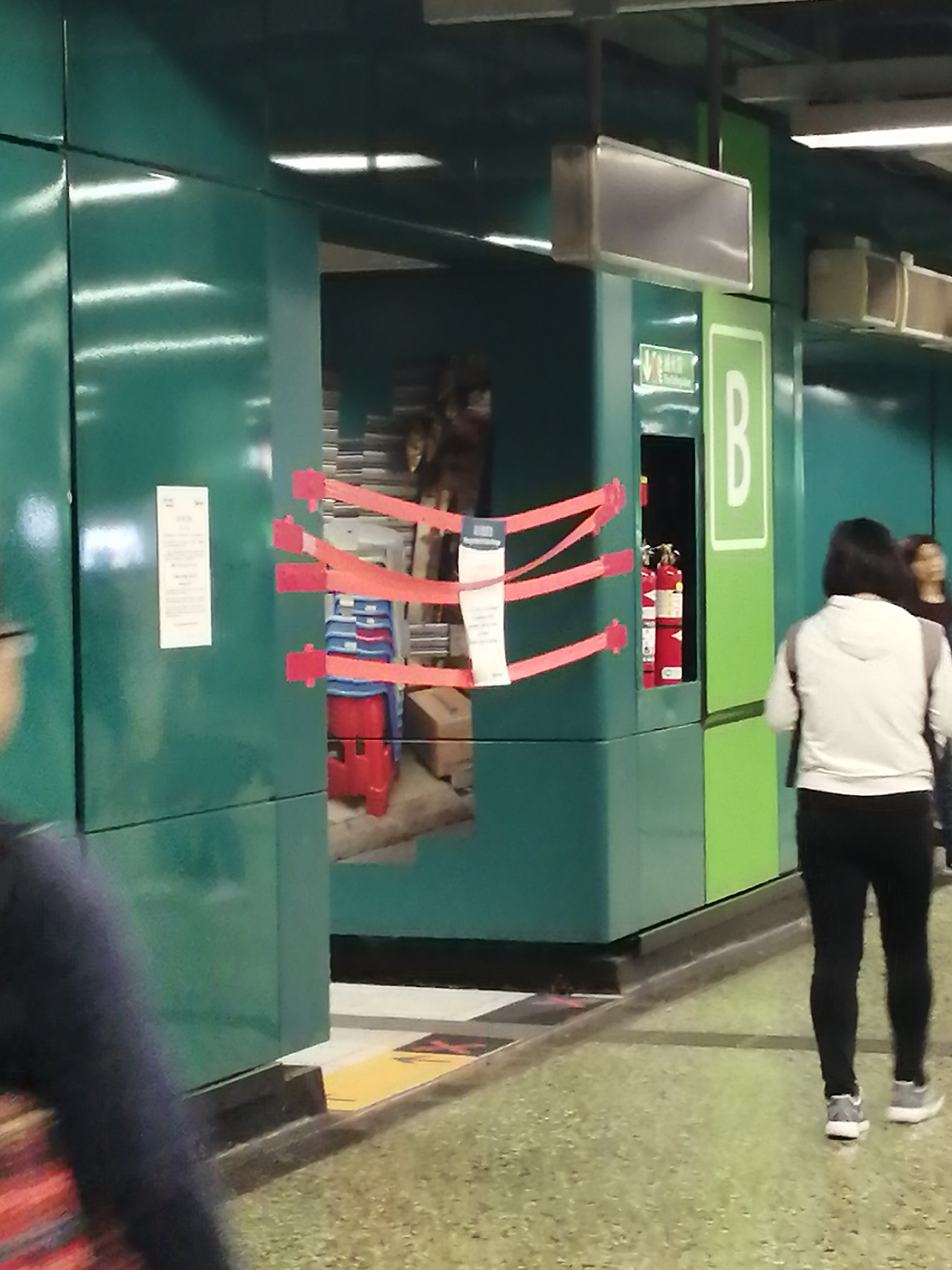
遭到反修例示威者破壞的車站地面升降機
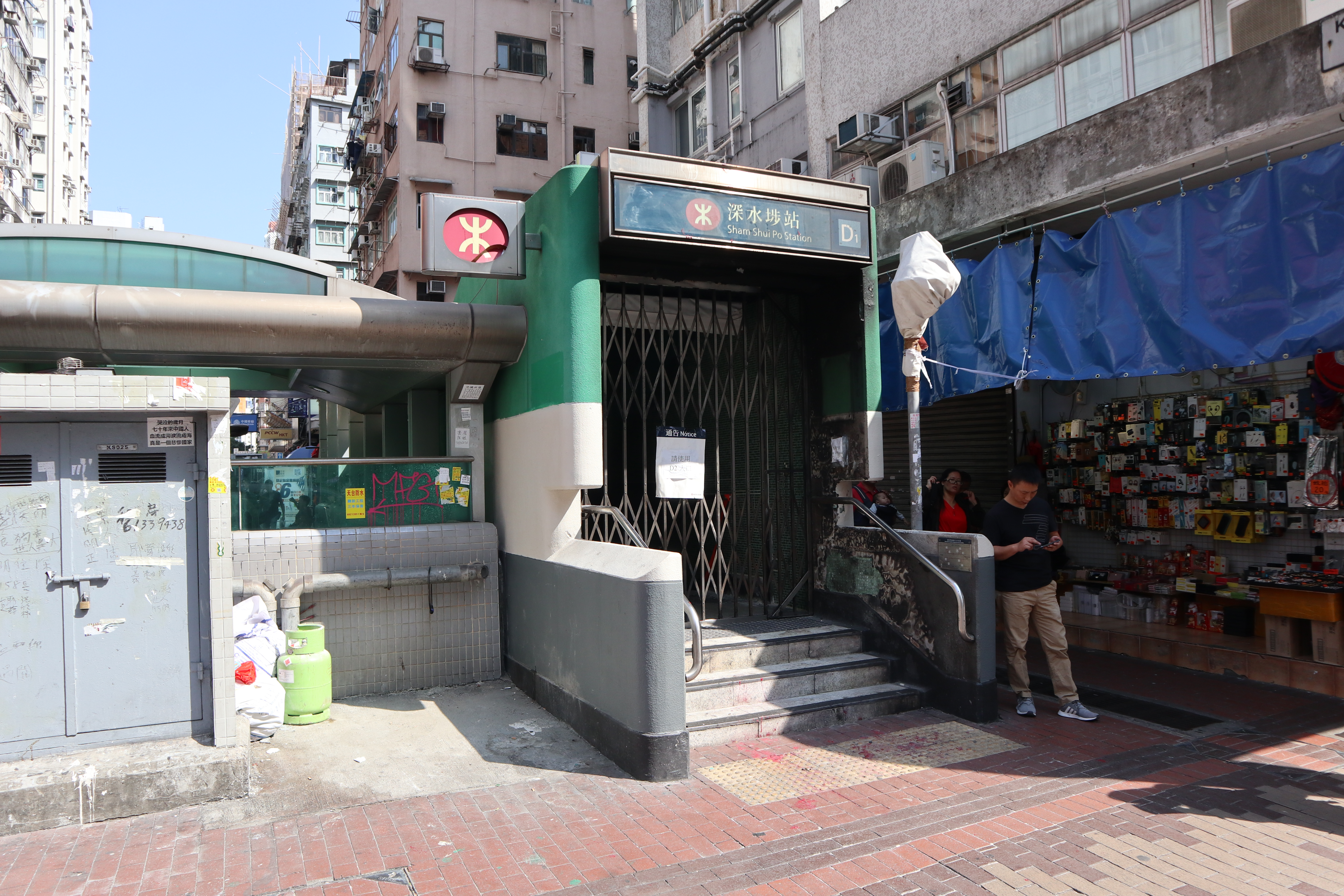
因遭到反修例示威者破壞而須關閉的D1出口

## 外部連結
- 港鐵公司－深水埗站街道圖 （页面存档备份，存于）
- 港鐵公司－深水埗站位置圖 （页面存档备份，存于）
- 港鐵公司－深水埗站列車服務時間 （页面存档备份，存于）